# NWSL Challenge Cup 2023
La NWSL Challenge Cup 2023 fue la cuarta edición de esta copa que enfrentó a los equipos de la National Women's Soccer League. Transcurrió durante la temporada 2023 de la liga y comenzó el 19 de abril, finalizando el 9 de septiembre.
Fue la primera edición de este torneo que se jugó en paralelo con la liga, similar a la mayoría de las copas de liga alrededor del mundo.
En la final se enfrentaron North Carolina Courage y Racing Louisville, saliendo vencedor el Courage con un 2-0 y consiguiendo su segunda copa consecutiva.

## Fase de grupos

### East Division
| Pos. | Equipo                 | Pts. | PJ | G | E | P | GF | GC | Dif. | Clasificación                             |     | NC  | NJY | WAS | ORL |
| ---- | ---------------------- | ---- | -- | - | - | - | -- | -- | ---- | ----------------------------------------- | --- | --- | --- | --- | --- |
| 1    | North Carolina Courage | 11   | 6  | 3 | 2 | 1 | 15 | 5  | +10  | Avanza a la Fase Final                    |     | —   | 1–1 | 6–0 | 0–0 |
| 2    | NJ/NY Gotham FC        | 11   | 6  | 3 | 2 | 1 | 10 | 7  | +3   | Avanza a la tabla de los mejores segundos |     | 2–0 | —   | 1–0 | 1–1 |
| 3    | Washington Spirit      | 9    | 6  | 3 | 0 | 3 | 10 | 13 | −3   |                                           |     | 1–2 | 4–2 | —   | 4–2 |
| 4    | Orlando Pride          | 2    | 6  | 0 | 2 | 4 | 5  | 15 | −10  |                                           | 1–1 | 1–3 | 0–1 | —   |     |

 Fuente: NWSL

#### Resultados
Los horarios corresponden a la hora del verano del este (EDT) de Estados Unidos: UTC-4
| 19 de abril, 19:00 | Orlando Pride | 1–1     | North Carolina Courage | Exploria Stadium, Orlando, Florida                      |                                                         |
|                    | - Watt 56'    | Reporte | - O'Sullivan 90+9'     | Asistencia: 3.139 espectadores Árbitra: Gabriele Giusti | Asistencia: 3.139 espectadores Árbitra: Gabriele Giusti |

| 19 de abril, 17:30 | NJ/NY Gotham FC | 1–0     | Washington Spirit | Red Bull Arena, Harrison, New Jersey                 |                                                      |
|                    | - Williams 56'  | Reporte |                   | Asistencia: 7.543 espectadores Árbitra: Shawn Tehini | Asistencia: 7.543 espectadores Árbitra: Shawn Tehini |

| 3 de mayo, 19:00 | North Carolina Courage | 1–1     | NJ/NY Gotham FC | WakeMed Soccer Park, Cary, North Carolina                  |                                                            |
|                  | - Gejl 3'              | Reporte | - Williams 74'  | Asistencia: 2.761 espectadores Árbitra: Joshua Encarnación | Asistencia: 2.761 espectadores Árbitra: Joshua Encarnación |

| 10 de mayo, 19:30 | Washington Spirit                                    | 4–2     | Orlando Pride           | Audi Field, DC                                             |                                                            |
|                   | - Silano 33' - Staab 37' - Sheva 42' - Sanchez 90+4' | Reporte | - Hansen 10' - Watt 49' | Asistencia: 4.991 espectadores Árbitra: Joshua Encarnación | Asistencia: 4.991 espectadores Árbitra: Joshua Encarnación |

| 14 de junio, 19:30 | Washington Spirit | 1–2     | North Carolina Courage          | Audi Field, DC                                             |                                                            |
|                    | - McKeown 54'     | Reporte | - Ratcliffe 62' - Wingate 90+2' | Asistencia: 5.778 espectadores Árbitro(s): Mathew Corrigan | Asistencia: 5.778 espectadores Árbitro(s): Mathew Corrigan |

| 22 de julio, 19:00 | North Carolina Courage                                                              | 6–0     | Washington Spirit | WakeMed Soccer Park, Cary, North Carolina                |                                                          |
|                    | - Ratcliffe 61' - Tagliaferri 65' - Wingate 70' - Boade 72' - Pinto 80' - Miura 83' | Reporte |                   | Asistencia: 4.063 espectadores Árbitro(s): Thomas Snyder | Asistencia: 4.063 espectadores Árbitro(s): Thomas Snyder |

| 23 de julio, 19:00 | Orlando Pride   | 1–3     | NJ/NY Gotham FC                                   | Exploria Stadium, Orlando, Florida                      |                                                         |
|                    | - Montefusco 9' | Reporte | - Nighswonger 35' (pen.) - Zerboni 55' - Ryan 57' | Asistencia: 4.051 espectadores Árbitro(s): Shawn Tehini | Asistencia: 4.051 espectadores Árbitro(s): Shawn Tehini |

| 28 de julio, 19:00 | Washington Spirit                               | 4–2     | NJ/NY Gotham FC             | Audi Field, DC                                          |                                                         |
|                    | - Hatch 25', 63' - Biegalski 55' - Ricketts 70' | Reporte | - Purce 4' - Nighswonger 8' | Asistencia: 4.732 espectadores Árbitra: Danielle Chesky | Asistencia: 4.732 espectadores Árbitra: Danielle Chesky |

| 29 de julio, 19:00 | North Carolina Courage                                             | 5–0     | Orlando Pride | WakeMed Soccer Park, Cary, North Carolina             |                                                       |
|                    | - Ratcliffe 17' - Berkely 38' - Tagliaferri 48' - Hopkins 78', 89' | Reporte |               | Asistencia: 3.543 espectadores Árbitro(s): Greg Dopka | Asistencia: 3.543 espectadores Árbitro(s): Greg Dopka |

| 4 de agosto, 19:00 | Orlando Pride      | 0–1     | Washington Spirit | Exploria Stadium, Orlando, Florida                  |                                                     |
|                    | - Speckmaier 90+8' | Reporte |                   | Asistencia: 3.661 espectadores Árbitra: Brad Jensen | Asistencia: 3.661 espectadores Árbitra: Brad Jensen |

| 5 de agosto, 19:30 | NJ/NY Gotham FC             | 2–0     | North Carolina Courage | Red Bull Arena, Harrison, New Jersey                       |                                                            |
|                    | - Stengel 16' - Zerboni 59' | Reporte |                        | Asistencia: 3.004 espectadores Árbitro(s): Elvis Osmanovic | Asistencia: 3.004 espectadores Árbitro(s): Elvis Osmanovic |

| 9 de agosto, 19:30 | NJ/NY Gotham FC | 1–1     | Orlando Pride | Red Bull Arena, Harrison, New Jersey                     |                                                          |
|                    | - Shim 90+2'    | Reporte | - Bright 34'  | Asistencia: 2.038 espectadores Árbitro(s): Jeremy Scheer | Asistencia: 2.038 espectadores Árbitro(s): Jeremy Scheer |

### Central Division
| Pos. | Equipo               | Pts. | PJ | G | E | P | GF | GC | Dif. | Clasificación                             |     | KC  | LOU | HOU | CHI |
| ---- | -------------------- | ---- | -- | - | - | - | -- | -- | ---- | ----------------------------------------- | --- | --- | --- | --- | --- |
| 1    | Kansas City Current  | 13   | 6  | 4 | 1 | 1 | 14 | 4  | +10  | Avanza a la Fase Final                    |     | —   | 3–0 | 3–1 | 4–0 |
| 2    | Racing Louisville FC | 12   | 6  | 4 | 0 | 2 | 10 | 6  | +4   | Avanza a la tabla de los mejores segundos |     | 3–2 | —   | 3–0 | 2–0 |
| 3    | Houston Dash         | 6    | 6  | 2 | 0 | 4 | 4  | 11 | −7   |                                           |     | 0–2 | 1–0 | —   | 2–0 |
| 4    | Chicago Red Stars    | 4    | 6  | 1 | 1 | 4 | 3  | 10 | −7   |                                           | 0–0 | 0–2 | 3–0 | —   |     |

 Fuente: NWSL

#### Resultados
Los horarios corresponden a la hora del verano del este (EDT) de Estados Unidos: UTC-4
| 19 de abril, 20:00 | Houston Dash | 0–2     | Kansas City Current | Shell Energy Stadium, Houston, Texas                    |                                                         |
|                    |              | Reporte | - Kizer 36', 66'    | Asistencia: 4.124 espectadores Árbitra: Laura Rodriguez | Asistencia: 4.124 espectadores Árbitra: Laura Rodriguez |

| 3 de mayo, 20:00 | Houston Dash                       | 2–0     | Chicago Red Stars | Shell Energy Stadium, Houston, Texas                  |                                                       |
|                  | - Olivieri 5' - Ordóñez 72' (pen.) | Reporte |                   | Asistencia: 3.696 espectadores Árbitra: Adorae Monroy | Asistencia: 3.696 espectadores Árbitra: Adorae Monroy |

| 17 de mayo, 19:30 | Racing Louisville FC           | 3–2     | Kansas City Current        | Lynn Family Stadium, Louisville, Kentucky                  |                                                            |
|                   | - DeMelo 25', 30' - Borges 86' | Reporte | - Cooper 17' - Debinha 89' | Asistencia: 4.303 espectadores Árbitra: Alexandra Billeter | Asistencia: 4.303 espectadores Árbitra: Alexandra Billeter |

| 31 de mayo, 20:00 | Chicago Red Stars      | 0–2     | Racing Louisville FC | SeatGeek Stadium, Bridgeview, Illinois                  |                                                         |
|                   | - Kanu 44' - Goins 71' | Reporte |                      | Asistencia: 1.762 espectadores Árbitra: Laura Rodríguez | Asistencia: 1.762 espectadores Árbitra: Laura Rodríguez |

| 14 de junio, 20:00 | Racing Louisville FC                       | 3–0     | Houston Dash | Lynn Family Stadium, Louisville, Kentucky |                    |
|                    | - Fischer 45+4' - DeMelo 45+6' - Goins 73' | Reporte |              | Árbitra: JC Griggs                        | Árbitra: JC Griggs |

| 14 de junio, 20:00 | Kansas City Current                             | 4–0     | Chicago Red Stars | Children's Mercy Park, Kansas City, Kansas           |                                                      |
|                    | - Debinha 54', 70' - DiBernardo 60' - Kizer 62' | Reporte |                   | Asistencia: 8.226 espectadores Árbitra: Shawn Tehini | Asistencia: 8.226 espectadores Árbitra: Shawn Tehini |

| 21 de julio, 20:00 | Racing Louisville FC         | 2–0     | Chicago Red Stars | Lynn Family Stadium, Louisville, Kentucky                 |                                                           |
|                    | - Baggett 11' - Monaghan 19' | Reporte |                   | Asistencia: 5.499 espectadores Árbitro(s): Nabil Bensalah | Asistencia: 5.499 espectadores Árbitro(s): Nabil Bensalah |

| 22 de julio, 20:00 | Kansas City Current          | 3–1     | Houston Dash  | Children's Mercy Park, Kansas City, Kansas               |                                                          |
|                    | - Hamilton 45+1', 45+4', 68' | Reporte | - Desiano 17' | Asistencia: 11.014 espectadores Árbitra: Laura Rodriguez | Asistencia: 11.014 espectadores Árbitra: Laura Rodriguez |

| 29 de julio, 20:00 | Chicago Red Stars | 0–0     | Kansas City Current | SeatGeek Stadium, Bridgeview, Illinois                  |                                                         |
|                    |                   | Reporte |                     | Asistencia: 2.959 espectadores Árbitro(s): Abdou Ndiaye | Asistencia: 2.959 espectadores Árbitro(s): Abdou Ndiaye |

| 29 de julio, 20:30 | Houston Dash | 1–0     | Racing Louisville FC | Shell Energy Stadium, Houston, Texas  |                                       |
|                    | - Salmon 26' | Reporte |                      | Árbitro(s): Gaad David Flores Ramírez | Árbitro(s): Gaad David Flores Ramírez |

| 5 de agosto, 20:00 | Kansas City Current             | 3–0     | Racing Louisville FC | Children's Mercy Park, Kansas City, Kansas             |                                                        |
|                    | - Hamilton 3', 81' - Mace 90+1' | Reporte |                      | Asistencia: 9.321 espectadores Árbitro(s): Jon Freemon | Asistencia: 9.321 espectadores Árbitro(s): Jon Freemon |

| 5 de agosto, 20:00 | Chicago Red Stars                 | 3–0     | Houston Dash | SeatGeek Stadium, Bridgeview, Illinois                |                                                       |
|                    | - Hocking 37', 43' - Nagasato 50' | Reporte |              | Asistencia: 3.137 espectadores Árbitra: Karen Callado | Asistencia: 3.137 espectadores Árbitra: Karen Callado |

### West Division
| Pos. | Equipo             | Pts. | PJ | G | E | P | GF | GC | Dif. | Clasificación                             |     | RGN | LA  | POR | SD  |
| ---- | ------------------ | ---- | -- | - | - | - | -- | -- | ---- | ----------------------------------------- | --- | --- | --- | --- | --- |
| 1    | OL Reign           | 14   | 6  | 4 | 2 | 0 | 7  | 0  | +7   | Avanza a la Fase Final                    |     | —   | 0–0 | 0–0 | 1–0 |
| 2    | Angel City FC      | 8    | 6  | 2 | 2 | 2 | 7  | 8  | −1   | Avanza a la tabla de los mejores segundos |     | 0–2 | —   | 2–1 | 2–1 |
| 3    | Portland Thorns FC | 7    | 6  | 2 | 1 | 3 | 8  | 7  | +1   |                                           |     | 0–1 | 3–2 | —   | 4–1 |
| 4    | San Diego Wave FC  | 4    | 6  | 1 | 1 | 4 | 4  | 11 | −7   |                                           | 0–3 | 1–1 | 1–0 | —   |     |

 Fuente: NWSL

#### Resultados
Los horarios corresponden a la hora del verano del este (EDT) de Estados Unidos: UTC-4
| 19 de abril, 22:00 | Angel City FC | 0–2     | OL Reign                            | BMO Stadium, Los Ángeles, California                |                                                     |
|                    |               | Reporte | - Huitema 64' - Le Bihan 77' (o.g.) | Asistencia: 10.021 espectadores Árbitra: Anya Voigt | Asistencia: 10.021 espectadores Árbitra: Anya Voigt |

| 19 de abril, 22:00 | San Diego Wave FC  | 1–0     | Portland Thorns FC | Snapdragon Stadium, San Diego, California              |                                                        |
|                    | - Nally 65' (o.g.) | Reporte |                    | Asistencia: 9.504 espectadores Árbitra: Brandon Stevis | Asistencia: 9.504 espectadores Árbitra: Brandon Stevis |

| 3 de mayo, 22:00 | OL Reign | 0–0     | Angel City FC | Lumen Field, Seattle, Washington                        |                                                         |
|                  |          | Reporte |               | Asistencia: 5.511 espectadores Árbitra: Adam Kilpatrick | Asistencia: 5.511 espectadores Árbitra: Adam Kilpatrick |

| 31 de mayo, 22:00 | San Diego Wave FC                      | 0–3     | OL Reign | Snapdragon Stadium, San Diego, California          |                                                    |
|                   | - Brown 29' - Athens 54' - Huitema 60' | Reporte |          | Asistencia: 9.763 espectadores Árbitra: Anya Voigt | Asistencia: 9.763 espectadores Árbitra: Anya Voigt |

| 31 de mayo, 22:30 | Portland Thorns FC                              | 3–2     | Angel City FC                      | Providence Park, Portland, Oregon                      |                                                        |
|                   | - Vasconcelos 23' - D'Aquila 46' - Weaver 90+3' | Reporte | - Le Bihan 61' - Emslie 66' (pen.) | Asistencia: 16.429 espectadores Árbitra: Adorae Monroy | Asistencia: 16.429 espectadores Árbitra: Adorae Monroy |

| 28 de junio, 22:00 | Angel City FC               | 2–1     | San Diego Wave FC | BMO Stadium, Los Ángeles, California                    |                                                         |
|                    | - Hammond 2' - Le Bihan 18' | Reporte | - Colaprico 63'   | Asistencia: 13.648 espectadores Árbitra: Katja Koroleva | Asistencia: 13.648 espectadores Árbitra: Katja Koroleva |

| 28 de junio, 22:30 | Portland Thorns FC | 0–1     | OL Reign      | Providence Park, Portland, Oregon                            |                                                              |
|                    |                    | Reporte | - Bennett 55' | Asistencia: 16.252 espectadores Árbitro(s): Matthew Thompson | Asistencia: 16.252 espectadores Árbitro(s): Matthew Thompson |

| 21 de julio, 22:30 | Portland Thorns FC                         | 4–1     | San Diego Wave FC | Providence Park, Portland, Oregon                          |                                                            |
|                    | - Betfort 9', 58' - Weaver 54' - Reyes 61' | Reporte | - Kornieck 81'    | Asistencia: 16.393 espectadores Árbitro(s): Ricardo Fierro | Asistencia: 16.393 espectadores Árbitro(s): Ricardo Fierro |

| 28 de julio, 22:00 | OL Reign     | 1–0     | San Diego Wave FC | Lumen Field, Seattle, Washington                       |                                                        |
|                    | - Balcer 71' | Reporte |                   | Asistencia: 7.513 espectadores Árbitra: Alyssa Nichols | Asistencia: 7.513 espectadores Árbitra: Alyssa Nichols |

| 29 de julio, 22:00 | Angel City FC       | 2–1     | Portland Thorns FC | BMO Stadium, Los Ángeles, California                       |                                                            |
|                    | - McCaskill 9', 47' | Reporte | - Weaver 44'       | Asistencia: 13.154 espectadores Árbitro(s): Brandon Stevis | Asistencia: 13.154 espectadores Árbitro(s): Brandon Stevis |

| 5 de agosto, 22:00 | San Diego Wave FC | 1–1     | Angel City FC  | Snapdragon Stadium, San Diego, California                   |                                                             |
|                    | - Shaw 11'        | Reporte | - Camberos 16' | Asistencia: 14.408 espectadores Árbitro(s): Elijio Arreguin | Asistencia: 14.408 espectadores Árbitro(s): Elijio Arreguin |

| 6 de agosto, 20:00 | OL Reign | 0–0     | Portland Thorns FC | Lumen Field, Seattle, Washington                            |                                                             |
|                    |          | Reporte |                    | Asistencia: 12.061 espectadores Árbitro(s): Mathew Corrigan | Asistencia: 12.061 espectadores Árbitro(s): Mathew Corrigan |

### Mejores segundos
| Pos. | Grp.    | Equipo               | Pts. | PJ | G | E | P | GF | GC | Dif. | Clasificación          |
| ---- | ------- | -------------------- | ---- | -- | - | - | - | -- | -- | ---- | ---------------------- |
| 1    | Central | Racing Louisville FC | 12   | 6  | 4 | 0 | 2 | 10 | 6  | +4   | Avanza a la Fase Final |
| 2    | East    | NJ/NY Gotham FC      | 11   | 6  | 3 | 2 | 1 | 10 | 7  | +3   |                        |
| 3    | West    | Angel City FC        | 8    | 6  | 2 | 2 | 2 | 7  | 8  | −1   |                        |

 Fuente: NWSL

## Fase Final
|  | Semifinales | Semifinales            | Semifinales |                        |   | Final                | Final | Final |  |
|  |             |                        |             |                        |   |                      |       |       |  |
|  |             |                        |             |                        |   |                      |       |       |  |
|  | 1           | OL Reign               | 0           |                        |   |                      |       |       |  |
|  | 1           | OL Reign               | 0           |                        |   |                      |       |       |  |
|  | 4           | Racing Louisville FC   | 1           |                        |   |                      |       |       |  |
|  | 4           | Racing Louisville FC   | 1           |                        | 4 | Racing Louisville FC | 0     |       |  |
|  |             |                        |             |                        | 4 | Racing Louisville FC | 0     |       |  |
|  |             |                        | 3           | North Carolina Courage | 2 |                      |       |       |  |
|  | 2           | Kansas City Current    | 3           | North Carolina Courage | 2 | 0                    |       |       |  |
|  | 2           | Kansas City Current    |             |                        |   | 0                    |       |       |  |
|  | 3           | North Carolina Courage | 1           |                        |   |                      |       |       |  |
|  | 3           | North Carolina Courage | 1           |                        |   |                      |       |       |  |
|  |             |                        |             |                        |   |                      |       |       |  |

Los horarios corresponden a la hora del verano del este (EDT) de Estados Unidos: UTC-4

### Semifinales
| 6 de septiembre de 2023, 20:00 (EDT) | Kansas City Current | 0:1     | North Carolina Courage | Children's Mercy Park, Kansas                         |                                                       |
|                                      |                     | Reporte | - Pinto 90+6'          | Asistencia: 4.590 espectadores Árbitro(s): Anya Voigt | Asistencia: 4.590 espectadores Árbitro(s): Anya Voigt |

| 6 de septiembre de 2023, 22:00 (EDT) | OL Reign | 0:1     | Racing Louisville FC | Lumen Field, Seattle                                     |                                                          |
|                                      |          | Reporte | - Davis 28'          | Asistencia: 3.906 espectadores Árbitro(s): Natalie Simon | Asistencia: 3.906 espectadores Árbitro(s): Natalie Simon |

### Final
| 9 de septiembre de 2023, 12:30 (EDT) | North Carolina Courage        | 2:0     | Racing Louisville FC | WakeMed Soccer Park, Cary |                           |
|                                      | - Kerolin 28' - Matsukubo 54' | Reporte |                      | Árbitro(s): Alex Billeter | Árbitro(s): Alex Billeter |

|                                           |
|                                           |
| Campeón North Carolina Courage 2.º título |

## Goleadoras
| Posición | Jugadora           | Equipo                 | Goles |
| -------- | ------------------ | ---------------------- | ----- |
| 1        | Kristen Hamilton   | North Carolina Courage | 5     |
| 2        | Debinha            | Kansas City Current    | 3     |
| 2        | Savannah DeMelo    | Racing Louisville FC   | 3     |
| 2        | Brittany Ratcliffe | North Carolina Courage | 3     |
| 2        | Morgan Weaver      | Portland Thorns        | 3     |